# Jairo Varela
Jairo de Fátima Varela Martínez (Quibdó, Chocó, 9 de diciembre de 1949-Cali, 8 de agosto de 2012) fue un compositor colombiano, fundador y director del Grupo Niche, del que también fue vocalista. Es uno de los compositores más importantes de la historia de Colombia

## Biografía
Su primer contacto con la música se produce a los nueve años de edad, en su ciudad natal Quibdó, en donde conformó la agrupación La Timba que en esencia era una dulzaina, un bongó, unas maracas y un güiro.
Su talento artístico y habilidad comercial los hereda de su abuelo Eladio Martínez Vélez, considerado por los historiadores como uno de los primeros industriales de Colombia. De él aprendió también mecánica, ebanistería y guitarra. En conversaciones con amigos, Varela confesó que su abuelo se le ha aparecido en hoteles y escenarios de todo el mundo, como negándose a dejar de ser su guía espiritual.
Su padre y su madre se separaron cuando Marta, su hermana menor, tenía tres años de edad. Jairo conoció a su padre a los 9 años y lo recuerda como un hombre callado, taciturno, reservado y muy trabajador.
Su madre, Teresa Martínez de Varela, fue escritora y nunca se opuso a su vocación musical, lo apoyó desde niño en sus inquietudes musicales. «Desde el comienzo ella vio mis aptitudes. A los ocho años me regaló una guitarra con el poco dinero que había. Imagínense, hizo el esfuerzo de su vida para hacerme ese regalo», declaró Varela.
Gran parte de su vida transcurrió en Quibdó. Hacia la década de 1970, con su madre y su familia, Varela decide cambiar su ambiente y se traslada a Bogotá en busca de nuevos y más sólidos rumbos. Sus primeras composiciones fueron Difícil y Atrato Viajero, esta última la grabó en el tercer disco de Grupo Niche en Nueva York bajo el nombre de Atrateño, con relativo éxito. Luego se trasladó a Cali donde decidió crear su grupo de salsa "Grupo Niche" siendo la ciudad salsera. 
Varela fue investigado varias veces por presuntos nexos con el Cártel de Cali, de lo cual él siempre se defendió alegando que se trataba de una persecución por parte de la élite política de Cali, quienes (al parecer de Varela) no entendían cómo un cantante de piel negra podía tener tanto éxito financiero. Fue arrestado en Cali en 1995 y recluido en la cárcel de Cali (Villahermosa), donde pasó un año encerrado por enriquecimiento ilícito y lavado de dinero; fue liberado en 1996 tras comprobarse que tales acusaciones eran falsas. En 1997 es enviado nuevamente a la cárcel y quedó en libertad definitivamente en 1999.

## Discografía

### Álbumes
| - Al pasito (1979) - Querer es poder (1981) - Prepárate (1982) - Directo desde Nueva York (1983) - No hay quinto malo (1984) - Triunfo (1985) - Me huele a matrimonio (1986) - Con cuerdas (1987) - Historia Musical (1987) - Tapando el hueco (1988) - Me sabe a Perú (1989) - Sutil y contundente (1989) - Cielo de tambores (1990) - Llegando al 100% (1991) - 12 años (1993) | - Un alto en el camino (1993) - Huellas del pasado (1995) - Etnia (1996) - A prueba de fuego (1997) - Señales de humo (1998) - A golpe de folklore (1999) - Propuesta (2000) - 20 años (2001) - Control absoluto (2002) - Imaginación (2004) - Alive (2005) - Tocando el cielo con las manos (2013, bajo la dirección musical de Richie Valdez) - 35 Aniversario (2015, bajo la dirección musical de José Aguirre) |

## Muerte
El 8 de agosto de 2012, a los 62 años de edad, Jairo Varela murió de un infarto en el baño de su apartamento en un edificio del sur de Cali. Varela era considerado uno de los mayores expositores de la salsa en América Latina. Sus honras fúnebres congregaron a cientos de miles de vallunos. En su honor fue bautizada la Plazoleta Jairo Varela, antes plazoleta de la caleñidad.

## Filmografía
| Año  | Película                                                       | Papel    | Director(es)                        | Productor(es)        | Ref   |
| ---- | -------------------------------------------------------------- | -------- | ----------------------------------- | -------------------- | ----- |
| 2016 | Busca por dentro. La historia musical de Jairo Varela Martínez | Él mismo | Marino Aguado Varela y César Gálviz | Mónica Andrade Dirak | [ 7 ] |